# Bożidar Iskrenow
Bożidar Georgiew Iskrenow (ur. 1 sierpnia 1962 w Sofii) – bułgarski piłkarz, występujący na pozycji napastnika.
Jest wychowankiem Lewskiego Sofia, w którym grał przez dziesięć lat (1979–1989) i w tym czasie zdobył trzy tytuły mistrza (1984, 1985 i 1988) i trzy Puchary Bułgarii (1982, 1984 i 1986) oraz – w sezonie 1986–1987 – dotarł do ćwierćfinału Pucharu Zdobywców Pucharów. Po upadku komunizmu wyjechał za granicę, ale przygody z Realem Saragossa (1989–1990) i Lausanne Sports (1990–1991) były krótkotrwałe i nie owocne. W 1991 roku powrócił do kraju. Był zawodnikiem Botewu Płowdiw (1991–1992), CSKA Sofia (1993–1994), z którym w 1993 roku wywalczył Puchar Bułgarii, FK Szumen (1994) i Septemwri Sofia (1994–1995). Piłkarską karierę zakończył w amerykańskim Washington Warthogs (1995–1998).
Z reprezentacją Bułgarii, w której barwach w latach 1981–1993 rozegrał 50 meczów (5 goli), brał udział w Mundialu 1986.